# Заводи азотної хімії у Лангрео

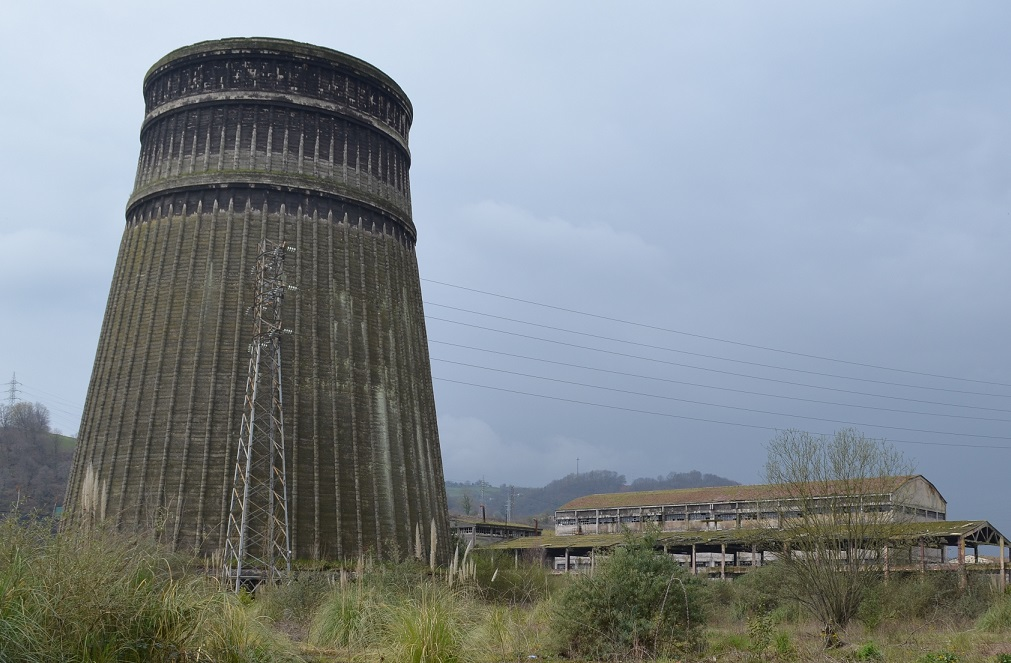
Рештки споруд заводу у Барросі

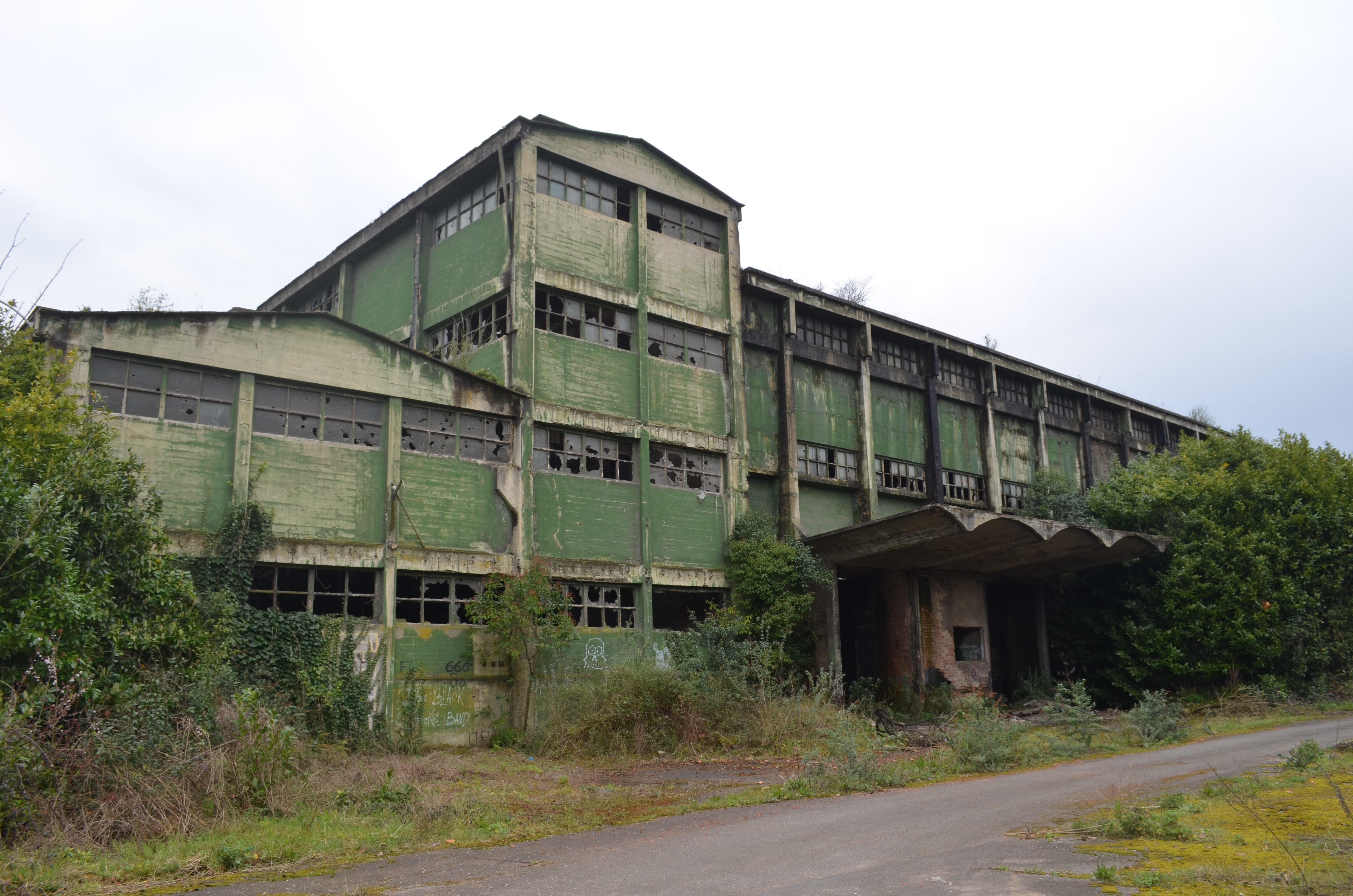
Рештки споруд заводу у Барросі

Заводи азотної хімії у Лангрео — колишні виробничі майданчики на півночі Іспанії, що діяли у муніципалітеті Лангрео.
В 1923 році для реалізації проекту з виробництва азотних добрив заснували компанію Sociedad Ibérica del Nitrógeno (SIN), що знаходилась під контролем консорціуму банків (Banco Urquijo, Banco de Castilla, Banco Arnús, Banco Central, Banco Español de Crédito та Banco Santander). Водночас технологічні передумови створила металургійна компанія Duro Felguera, належний якій завод в паррокії Ла-Фельгера мав постачати головну сировину — коксовий газ, вилучений з якого водень використовували для продукування аміаку (можливо також відзначити, що в подальшому коксовий газ Duro Felguera також став основою для заводу етилену компанії Derco та заводу бензолу компанії PROQUISA).
Майданчик заводу добрив розмістили поряд з металургійним комбінатом, в районі Вега, при цьому виробництво аміаку з водню почалось в 1925-му. Кінцевою продукцією було азотне добриво — сульфат амонію (продукт реакції аміаку та сульфатної кислоти), потужність по якому станом на середину 1940-х визначалась як 12 тисяч тонн на рік.
Під час Громадянської війни майданчик у Ла-Фельгера вимушено зупинили. Одним з наслідків цього стало входження в 1942-му в капітал SIN державної агенції Instituto Nacional de Industria (INI), що мала сприяти відновленню та розвитку виробництва (INI перебувала у складі власників до 1952-го). Втім, стан наявних виробничих потужностей не дозволяв досягнути проектних показників, так, в 1942 — 1946 роках SIN продукувала не більше за 1,3 тисяч тон сульфату амонію (а в 1943-му SIN взагалі лише 153 тони).
Оскільки старий майданчик не дозволяв реалізувати проект розширення, в 1950 – 1954 роках в парокії Баррос (приблизно за кілометрів від металургійного комбінату) звели новий виробничий комплекс, що мав продукувати аміак на основі коксового шламу, нітратну кислоту (зазвичай отримують шляхом конверсії аміаку), аміачну селітру (результат реакції аміаку та нітратної кислоти), сульфатну кислоту та сульфат амонію. Потужність майданчику становила 48 тисяч тонн кальцій-аміачної селітри та 30 тисяч тонн сульфату амонію.
У 1968-му запустили лінію гранулювання кальцій-аміачної селітри та нітрат-сульфату амонію (суміш амонійних солей нітратної та сульфатної кислот).

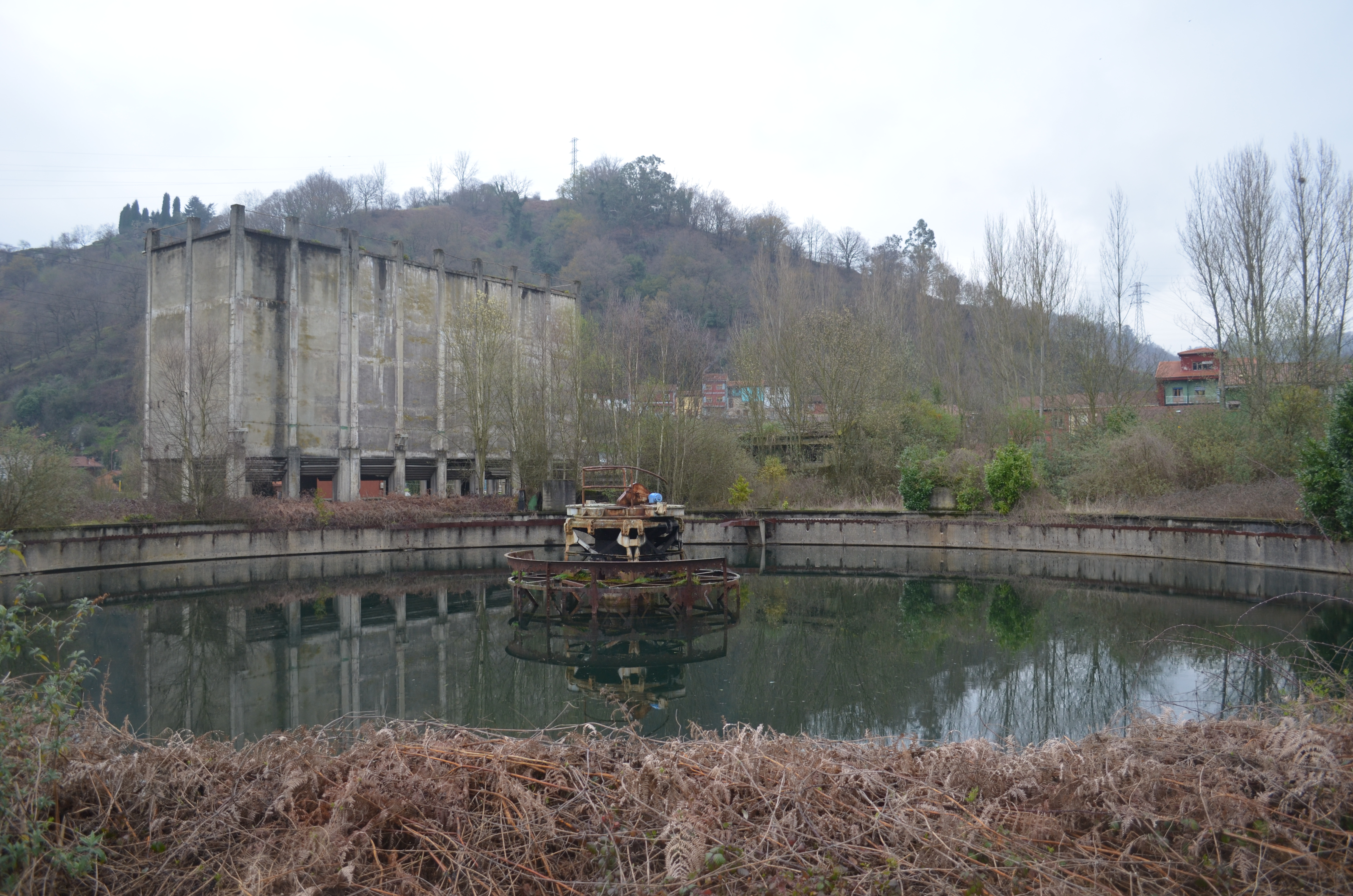
Рештки споруд заводу у Барросі

Станом на першу половину 1970-х Лангрео вже не рахувався серед місць, де працюють виробники аміаку.
У 1977-му SIN перейшла під контроль компанії Explosivos Rio Tinto (ERT), яка станом на 1988 рік володіла 65 % участі. У цей період діяльності SIN була перейменована на Nitratos Asturianos (Nitrastur) та сконцентрувалась на виробництві промислової вибухівки. Так, в 1986-му замовили модернізацію, що дозволяла щодобово випускати по 100 тонн нітрату амонію високої та низької щільності.
Наприкінці 1980-х завод був вимушений зменшити обсяги виробництва. При цьому в 1989-му ERT та великий виробник добрив SA Cros об'єднались у компанію Ercros, що того ж року вирішила продати підрозділ з виробництва вибухівки, до якого належав і майданчик у Лангрео. Це призвело до відновлення з 1994-го діяльності компанії Unión Española de Explosivos (колись її злиття з іншим учасником ринку призвело до появи ERT), яка наразі відома як Maxam. Втім, у межах реструктуризації бізнесу завод у Лангрео закрили вже в 1997 році.
Існує рух за збереження хоча б частини споруд заводу як архітектурно-промислової спадщини.